# Крымская быстрянка
Быстрянка крымская (лат. Alburnoides maculatus) — вид лучепёрых рыб из семейства карповых (Cyprinidae).

## Описание
Длина тела до 12 — 13 см, масса до 40 — 45 г. Продолжительность жизни не превышает 4-5 лет. По внешнему виду большинством морфологических признаков, окраской и биологией подобна быстрянке обыкновенной (Alburnoides bipunctatus) и быстрянке русской (Alburnoides rossicus), от которых отличается меньшим числом разветвленных лучей на анальном плавнике.

## Ареал
Встречается только в Крыму, в частности в реках Чёрная, Бельбек, Кача, Альма, Салгир, и в водохранилищах полуострова — Бахчисарайском, Альминском, Тайганском и других.

## Биология
Пресноводная стайная придонная жилая рыба горных рек и водохранилищ на этих реках. Половозрелой становится на втором году жизни при длине тела около 5-6 см. Размножение с конца апреля-начала мая до июня. Плодовитость до 24 тысяч икринок, в среднем 9 тысяч икринок. Икра откладывается несколькими порциями на мелководьях с каменистым грунтом. Питается, главным образом, личинками насекомых, различными ракообразными, иногда водорослями.